# 下市町
下市町（日语：／ Shimoichi chō */?）是位於日本奈良縣南部吉野地區的行政區劃。北側臨吉野川，南部為山區，主要市區則位於吉野川的支流秋野川沿岸區域。

## 人口
| 下市町人口分布圖 |                                               |  |
| 下市町與日本全國年齡別人口分布比較圖 （2005年資料） | 下市町的年齡、男女別人口分布圖 （2005年資料） |  |
| ■紫色是下市町 ■綠色是全国 | ■藍色是男性 ■紅色是女性                       |  |
| 下市町人口變化 \| 1970年 \| 12,725人 \| \| \| 1975年 \| 12,079人 \| \| \| 1980年 \| 11,460人 \| \| \| 1985年 \| 10,801人 \| \| \| 1990年 \| 9,950人 \| \| \| 1995年 \| 9,532人 \| \| \| 2000年 \| 8,670人 \| \| \| 2005年 \| 7,737人 \| \| \| 2010年 \| 7,020人 \| \| \| 2015年 \| 5,664人 \| \| \| 2020年 \| 5,037人 \| \| |                                               |  |
| 資料來源：日本總務省統計中心提供之人口普查數據 |                                               |  |
| 1970年 | 12,725人                                      |  |
| 1975年 | 12,079人                                      |  |
| 1980年 | 11,460人                                      |  |
| 1985年 | 10,801人                                      |  |
| 1990年 | 9,950人                                       |  |
| 1995年 | 9,532人                                       |  |
| 2000年 | 8,670人                                       |  |
| 2005年 | 7,737人                                       |  |
| 2010年 | 7,020人                                       |  |
| 2015年 | 5,664人                                       |  |
| 2020年 | 5,037人                                       |  |

## 历史
在平安時代起因為位於進入吉野的入口而開始繁榮，更因此形成了市集，成為吉野最主要的商業中心，甚至在此還發展出了日本最早開始使用的商業票據－下市札。
江戶時代後，成為幕府直屬的天領，並在1795年起由五條代官所負責管理。
19世紀末明治維新後，曾先後隸屬奈良縣、五條縣、堺縣、大阪府，直到1887年重新恢復設立奈良縣後才再次隸屬奈良縣。
1889年日本實施町村制，現在的下市町轄區在當時分屬下市村、秋野村、南芳野村三個行政區劃；當時的下市村在1890年即升格為下市町，南芳野村在1912年被拆分為丹生村和黑瀧村，而後秋野村和丹生村在1956年先後併入下市町，也形成現今下市町的轄區範圍。
2000年代的平成大合併期間，吉野郡內東部的多個行政區劃曾規劃進行合併，也在2004年共同成立合併協議會，但最終財務狀況較佳的大淀町和下北山村的公民投票都未能獲得通過，合併計畫便遭到終止。

### 變遷表
| 1889年4月1日 | 1889年 - 1912年           | 1912年 - 1944年           | 1945年 - 1954年           | 1955年 - 1989年           | 1989年 - 現在 | 現在   |
| ------------ | ------------------------- | ------------------------- | ------------------------- | ------------------------- | ------------- | ------ |
| 下市村       | 1890年4月1日 改制為下市町 | 1890年4月1日 改制為下市町 | 1890年4月1日 改制為下市町 | 1890年4月1日 改制為下市町 | 下市町        | 下市町 |
| 秋野村       | 秋野村                    | 秋野村                    | 秋野村                    | 1956年1月1日 併入下市町   | 下市町        | 下市町 |
| 南芳野村     | 1912年7月1日 丹生村       | 1912年7月1日 丹生村       | 1912年7月1日 丹生村       | 1956年9月30日 併入下市町  | 下市町        | 下市町 |
| 南芳野村     | 1912年7月1日 黑瀧村       |                           |                           |                           |               |        |

## 交通
轄內雖然無鐵路路線通過，但近畿日本鐵道吉野線的下市口車站即位於主要市區北側吉野川對岸的大淀町市區內，甚至步行距離僅約600公尺即可穿過吉野川進入下市町市區。
國道309號以南北向縱貫轄內，也是轄內最主要的道路，繼續往南還可通往黑瀧村、天川村、上北山村、下北山村，也使得下市町成為進入奧吉野地區的主要入口。

## 外部連結
- （日語） 下市町觀光情報（页面存档备份，存于）